# Angelo Dalle Molle
(Angelo Dalle Molle)
Angelo Dalle Molle (Mestre, 4 novembre 1908 – 15 marzo 2001) è stato un imprenditore e mecenate italiano. Celebre per aver inventato il Cynar, fu un mecenate e visionario, convinto assertore che il progresso scientifico deve essere al servizio dell'uomo. Ha ideato il primo sistema di car sharing europeo, la prima auto elettrica omologata in Italia, i primi centri di ricerca europei sull'intelligenza artificiale.

## Biografia
Terzo di cinque figli, il padre era un piccolo imprenditore nel campo delle bevande e dei liquori.
Nel 1935, ancora ventenne, Angelo molla gli studi e convince i familiari a comprare l’azienda Pezziol che era in crisi e aveva in casa distillati famosi come il Vov. 

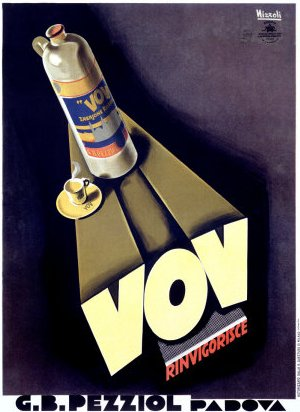
La pubblicità del Vov fatta dal celebre grafico Marcello Nizzoli nel 1932

Dodici anni dopo dà vita all’iniziativa "AvioBar" nell’ambito del progetto Grandi marche associate (sempre di sua creazione): un aereo cargo americano viene trasformato in un bar volante che nel 1947 compie il giro d’Italia in 10 tappe. Una promozione non riguarda solo il Gruppo Grandi Marche Associate ma anche altre realtà del settore. L’iniziativa ottiene un enorme successo. Angelo rimane personalmente molto colpito dalla desolazione – vista dall’alto – di un’Italia ridotta in macerie dalla guerra appena finita e matura il desiderio di aiutare concretamente la ricostruzione. 
L’anno successivo Dalle Molle compie l’impresa dai più ritenuta impossibile: creare un liquore con il carciofo, ortaggio mai usato prima nel settore, scelto per le sue virtù benefiche. Dopo due anni di sperimentazioni insieme al chimico Rino Dondi Pinton (1922-2025) che unirà 13 erbe per favorire le funzioni epatiche, Dalle Molle vince lo scetticismo generale e nel 1950 lancia la sua creazione, il Cynar, con una campagna spettacolare che conquista l’intera Penisola, grazie a un’organizzazione ramificata e innovative campagne di marketing che si svilupperanno ulteriormente amplificate dalla televisione. Il successo dell’amaro travolge ogni aspettativa: due milioni di bottiglie vendute in appena un anno.
È il 1966 l'anno nel quale Angelo ingaggia Ernesto Calindri facendo nascere lo spot divenuto famoso in quel periodo (e per molti anni): "contro il logorio della vita moderna" in cui l’attore beve tranquillo seduto a un tavolino da bar ma in mezzo al traffico caotico. Le campagne pubblicitarie per Cynar si trasformano rapidamente anche in slogan di comunicazione sociale con messaggi sulla sicurezza stradale e campagne di protesta politica. 

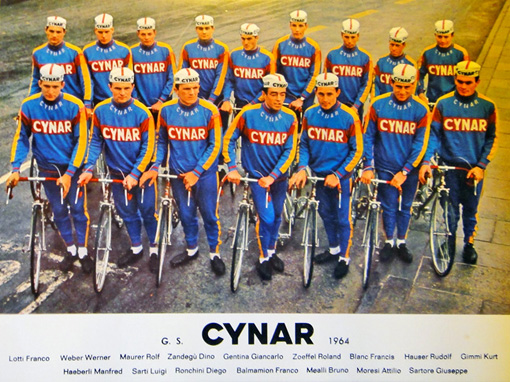
La Cynar nelle sponsorizzazioni: il team ciclistico attivo negli anni 1963-65, qui nel 1964, con importanti vittorie nel Giro d'Italia del 1963, del64 e del Giro di Svizzera del 1963 e 1964

Otto anni prima, coltivando altri interessi, fonda (1958) la rivista "La via aperta", vi vengono chiamati a scrivere importanti figure culturali e politiche del Novecento, come Don Sturzo o Schuman, Ludwig Erhard, Wilhelm Röpke. Amico e ammiratore dell'economista e presidente della Repubblica Luigi Einaudi, per i quaderni della sua rivista, scriverà insieme a prestigiosi collaboratori un libretto a lui dedicato: "Il maestro dell'economia di domani".
All’inizio degli anni ’70 le vendite del Cynar e degli altri prodotti aziendali superano i 40 milioni di bottiglie annue ma, proprio all’apice del successo, Dalle Molle perde interesse per l’attività imprenditoriale e sceglie due nuovi campi di interesse: l’informatica e l’ambiente. 
Dalle Molle era un umanista convinto dai progressi di una scienza al servizio delle persone, evitando per loro compiti noiosi ma soprattutto facilitando la comunicazione. Questa era divenuto il suo principale campo d'interesse insieme alla linguistica poiché vedeva i problemi, in campo internazionale, creati dalla molteplicità dei linguaggi che potevano creare diffidenza e incomprensioni. A tale scopo volle un istituto, all'epoca rivoluzionario, per l’elaborazione del linguaggio usando il nuovo strumento, allora agli albori dell’informatica (l'azienda Olivetti era un leader mondiale assoluto nel campo). La scelta della Svizzera fu determinata dal fatto che i cantoni hanno quattro lingue nazionali.
Lo svizzero Ferruccio Bolla (1911-1984), membro del Consiglio degli Stati (negli anni 1959-1975) convinse Angelo Dalle Molle, nel 1971, a Lugano, presso Villa Heleneum a creare la "Fondazione Dalle Molle per gli Studi Linguistici", con il compito di condurre ricerche sulla semantica, ma causa la mancanza di un ambiente universitario all'epoca in Ticino fu la causa del trasferimento da Lugano all’università di Ginevra dove prese il nome di Istituto di Dalle Molle di Studi Semantici e Cognitivi. Amico di Guido Carli, di Salvador Dalì, di Luigi Einaudi, alla Barbariga aveva una collezione d'arte. 
Dopo aver ceduto le sue quote nell'azienda, nel 1973, acquista una spettacolare villa in stile palladiano (distante 13,9 km da Padova) e si dedica a tempo pieno ai suoi visionari progetti. È qui che mette su un’officina meccanica e comincia a costruire, con uno straordinario anticipo sui tempi, auto elettriche e a progettare una rete di stazioni di car sharing e di ricarica. Il progetto suscita forte interesse in molte città italiane, con tanto di piani esecutivi, e si concretizza a Bruxelles, dove per anni collega due sedi universitarie. Ma nonostante le promesse, la burocrazia e la politica italiana affossano l’iniziativa. Questo aspetto può essere accumunato a un altro grande personaggio quale Adriano Olivetti, spesso contrastato dalla politica benché troppo proiettato sul futuro.  
Le amministrazioni frenano, i pretesti per non procedere si moltiplicano e a metà degli anni ’80 Dalle Molle è costretto ad abbandonare l’idea del trasporto elettrico a noleggio.
Tramite il Centro Studi della Barbariga PGE (Progetti Gestioni Ecologiche), con sede a Noventa Padovana, finanziò la costruzione dell'automobile elettrica, omologando 8 autovetture e producendone complessivamente 200.
Negli anni ’70, dopo l’uscita dall’azienda familiare del Cynar, insieme al progetto sul car sharing di auto elettriche, Angelo Dalle Molle orienta la sua ricerca sull’informatica, anticipando il futuro di decenni. Oltre alla Fondazione Dalle Molle (Noventa Padovana) sulla qualità della vita, crea in Svizzera tre istituti pionieristici sui temi dell’intelligenza artificiale: l’ISCO a Ginevra (1976) per gli studi semantici e cognitivi, l'IDSIA a Lugano (1988) dedicato all’intelligenza artificiale e alle reti neurali, e un centro a Martigny (1991) sull’intelligenza artificiale percettiva. Sono gli anni bui della ricerca, in cui i diversi stati abbandonano il finanziamento di ricerche sull’intelligenza artificiale: ma lui, Angelo, non si arrende e continua il suo percorso ostinato e solitario. Dalle Molle finanzia ricerche fondamentali sul linguaggio, sulle reti neurali e sul machine learning e il tempo ne consacra l’intuizione: la sua fondazione viene riconosciuta come fondamentale nella storia che porta alle attuali rivoluzioni dell’intelligenza artificiale, come ChatGPT. Già nel 1997, Business Week la indica tra i cinque centri di ricerca sull’IA più influenti al mondo, accanto a monumenti come il Mit di Boston o l’Università di Berkeley.
Un episodio curioso per conoscere la personalità singolare di Angelo Dalle Molle è emersa durante il racconto di Massimo Cerofolini, nel podcast di Radio Rai 1 a lui dedicato dal titolo "Il Genio dimenticato" (in 5 puntate audio disponibili su RaiPlaysound e Spotify) riguardante un suo incontro, su appuntamento e fortemente voluto, con il celebre fisico Albert Einstein. Sapendo che quest'ultimo riceveva ognuno non più di 15 minuti, si portò dietro una sveglia. Al suono di questa Einstein si meravigliò allorché rispose di seguire le disposizioni ricevute. Il celebre fisico replicò divertito che poteva stare anche due ore tanto era interessante la conversazione fra di loro che spaziava su molti argomenti.

## Vita privata
Dalle Molle, ha avuto una vita privata burrascosa: nel giro di un lustro, dopo la fine del primo matrimonio, frequenta quattro donne diverse, l’una all’insaputa dell’altra, da cui avrà cinque figli, per poi sposarsi in seconde nozze a 90 anni con la sua stretta e storica collaboratrice, segretaria, Eleonora.
Mecenate e pensatore a lungo termine, dialoga con la cultura del suo tempo ma resta una persona intrinsecamente riservata, preferendo l’ombra alla ribalta. Sarà proprio questa sua ritrosia e la particolarità di carattere – unita certamente a una certa superficialità collettiva – a contribuire a renderlo un “genio dimenticato“, la cui eredità più preziosa rimane l’invito a mettere sempre l’essere umano, e non il mero profitto, al centro di ogni progresso.

## Sintonie con Adriano Olivetti
Nel lavoro, rivela molti tratti in comune con l’imprenditore-umanista Adriano Olivetti: tratta i collaboratori con profondo rispetto, promuove la loro creatività e dignità individuale rifiutando una logica puramente produttiva e anteponendo sempre l’uomo alla macchina. Di lui si dice essere un leader accessibile ma esigente, capace di ispirare adesione ai suoi progetti, spesso controcorrente rispetto alle logiche dominanti. La perfetta sintonia fra Dalle Molle e il grande imprenditore d'Ivrea era su diversi aspetti quali il rispetto dovuto ai dipendenti e al loro benessere seguito dall'importanza della cultura, l'amore per l'arte. Era molto amico di Luigi Einaudi, Salvador Dalì e l'economista Guido Carli. Addirittura sua era l'idea di includere negli stessi reparti d'azienda i dipendenti con i medesimi hobby per favorire il "fare squadra", un aspetto in cui credeva moltissimo per proseguire un progetto di qualsiasi genere.

## Fondazione Dalle Molle
Oggi la Fondazione partecipa alla vita di quattro Istituti di Ricerca tutti con sede in Svizzera:
- ISSCO Istituto Dalle Molle per gli studi semantici e cognitivi, Ginevra;
- IDSIA Istituto Dalle Molle di ricerca in intelligenza artificiale, Lugano;
- MEDIPLANT Centro di ricerca sulle piante medicinali, Conthey;
- IDIAP Research Institute, Martigny.